# Wangelau
Wangelau là một đô thị thuộc huyện Lauenburg, trong bang Schleswig-Holstein, Đức. Đô thị Wangelau có diện tích 6,52 km², dân số thời điểm ngày 31 tháng 12 năm 2006 là 207 người.